# 6-я сессия Комитета всемирного наследия ЮНЕСКО
6-я сессия Комитета всемирного наследия ЮНЕСКО проходила с 13 по 17 декабря 1982 года в Париже, Франция. Было подано 24 заявок для всемирного наследия, из которых добавлены 17 объектов Культурного наследия, 2 Смешанных объектов и 5 Природных объектов. Таким образом, общее число достигло до 135 объектов (97 объектов культурного наследия, 6 и 32 смешанных объектов природного наследия).

## Объекты, внесённые в список всемирного наследия

### Культурное наследие
Алжир: Долина Мзаб
Алжир: Древний город Джемила
Алжир: Древний город Типаса
Алжир: Древний город Тимгад
Бразилия: Исторический центр Олинда
Гаити: Национальный исторический парк – Цитадель Ла-Ферьер, дворец Сан-Суси и укрепления Рамьер
Италия: Исторический центр Флоренций
Йемен: Старый город-крепость Шибам
Куба: Старая часть Гаваны с укреплениями
Ливия: Археологические памятники Лептис-Магна
Ливия: Археологические памятники Кирена
Ливия: Археологические памятники Сабраты
Франция: Соляные шахты в городе Сален-ле-Бен в Арк-э-Сенан
Шри-Ланка: Священный город Анурадхапура
Шри-Ланка: Древний город Сигирия
Шри-Ланка: Древний город Полоннарува
США: Исторический памятник Курганы Кахокии

### Смешанные объекты
Алжир: Плато Тассилин-Адджер
Австралия: Дикая природа Западной Тасмании (расширена в 1989 году)

### Природное наследие
Австралия: Район острова Лорд-Хау
Гондурас: Биосферный резерват Рио-Платано(в опасности)
Кот-д’Ивуар: Национальный парк Таи
Сейшельские Острова: Атол Альдабра
Танзания: Охотничий резерват Селус

### Расширенные
В 1982 году сайт Гвинеи расширенной части Заповедник расположен в Кот-д'Ивуар:
Гвинея / Кот-д'Ивуар: Природный резерват Маунт-Нимба

### Добавлен в красный список
В 1982 году Старый город Иерусалима и его стены добавлены в красный список, наследие находящиеся под угрозой.